# Корчинский, Дмитрий Александрович
Дми́трий Алекса́ндрович Корчи́нский (укр. Дмитро Олександрович Корчинський; род. 22 января 1964, Киев) — украинский политический и общественный деятель, журналист, телеведущий и драматург. Кандидат в президенты Украины (2004; 0,17 %, 10-е место). Участник четырёх войн ( в Приднестровье на стороне ПМР, в Абхазии на стороне Грузии, в первой российско-чеченской на стороне ЧРИ (в числе украинских добровольцев из УНА-УНСО) и в войне на востоке Украины на стороне Украины). Был другом Руслана Гелаева.

## Биография
Родился 22 января 1964 года в Киеве. Среднюю школу окончил в 1982 году.
После окончания школы поступил в Киевский институт пищевой промышленности на факультет промышленной теплоэнергетики. Ушёл из института в 1984 году после второго курса.
После ухода из института летом работал в археологических экспедициях на юге Украины, зимой — техником-наладчиком на заводе строительных материалов.
В 1985—1987 годах проходил службу в Советской армии, в 24-й мотострелковой Железной дивизии, на территории Прикарпатского военного округа. Воинская специальность — командир БМП-2. Уволен в запас с должности заместителя командира взвода.
После службы в армии поступил в Киевский университет на исторический факультет, но уже в том же году покинул его.
В период Перестройки и Гласности в СССР, в 1987—1988 годах, стал принимать активное участие в работе Украинского хельсинкского союза — первой легальной антисоветской организации в УССР. Дмитрий Корчинский также был членом Украинского культурологического клуба и одним из основателей Союза независимой украинской молодёжи.
Летом 1990 года Дмитрий Корчинский стал одним из инициаторов создания Украинской межпартийной ассамблеи — прародителя праворадикальной партии УНА-УНСО. В следующем, 1991 году он уже возглавлял военизированное крыло этой организации — УНСО.
В 1992 году добровольцем уехал воевать в Приднестровье на стороне ПМР. 22 ноября того же года Дмитрий Корчинский участвовал в довыборах депутата Верховной рады Украины от одномандатного избирательного округа № 13. Заняв четвёртое место из шести, в Раду он не прошёл.
В 1993 году принял участие в войне в Абхазии на стороне Грузии.
В марте 1994 года опять баллотировался на пост народного депутата Украины, на этот раз от Ватутинского одномандатного (№ 2) избирательного округа. Однако он в очередной раз потерпел поражение, набрав 9,87 % голосов избирателей (третье место из 24). В том же году принимал участие в Первой чеченской войне на стороне сепаратистов.
В ноябре 1997 года вступил в конфликт с партийным руководством УНА-УНСО и покинул эту политическую силу.
В 1998 году Дмитрий Корчинский выпустил сборник стихов «Философия смуты» и две публицистические книги — «Война в толпе» и «Авторитарная альтернатива».
В марте 1999 года основал Всеукраинскую политическую партию «Братство» (регистрация получена лишь в августе 2005 года) и Институт проблем региональной политики и современной политологии, главой которого он является до сих пор.
На парламентских выборах в 2002 году выдвинут Всеукраинской партией трудящихся кандидатом в депутаты от одномандатного избирательного округа № 220, но в третий раз потерпел поражение (5,35 %, восьмое место из 23).

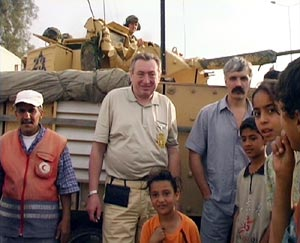
Городской голова Одессы Эдуард Гурвиц и Дмитрий Корчинский в Ираке.

Его бывший соратник по УНА-УНСО Андрей Шкиль отмечал, что причиной разрыва их отношений стало «нежелание Корчинского работать в политике. Его всегда привлекало шоу».
В 2001—2004 годах Дмитрий Корчинский был ведущим телепрограмм «Pro et contra» на телеканале TVT, а также «Однако» и «Двойное доказательство» на телеканале 1+1.
В 2004 году участвовал в выборах президента Украины. За него проголосовал 49 641 избиратель (0,17 %). Таким образом Дмитрий Корчинский занял десятое место из 24. После первого тура встал на сторону Виктора Януковича. После победы Виктора Ющенко «Братство» Корчинского объединилось с идеологически чуждой Прогрессивно-социалистической партией Натальи Витренко и выступало против движения новой власти в НАТО и сближения с США и ЕС. По словам Корчинского, к их вновь созданной оппозиции должны были присоединиться Партия регионов и СДПУ (о).
В феврале 2005 года в Москве, на пресс-конференции в РИА Новости, совместно с Алексеем Арестовичем, Александром Дугиным и Валерием Коровиным, презентовал создание Евразийского антиоранжевого фронта.
Вместе с Александром Дугиным и Натальей Витренко входил в Высший совет «Международного евразийского движения». «В связи с антиукраинской деятельностью» этой организации «Братство» Дмитрия Корчинского объявило в октябре 2007 года о прекращении сотрудничества с ней.
В 2005 году проводил инструктирование движения «Наши» на Селигере по методам борьбы с революцией, перед прибытием в лагерь президента Владимира Путина.
В 2009—2010 гг. — ведущий телепрограммы «Четвёртая власть» (ТРК Киев).
Называет себя православным, прихожанин УПЦ КП. Считает, что нужно «защищать интересы Иисуса Христа методами исламской революции». Называет себя «ультрарадикальным центристом».
В 2013 году выступил одним из инициаторов проведения референдума по запрету Компартии Украины.

## Евромайдан

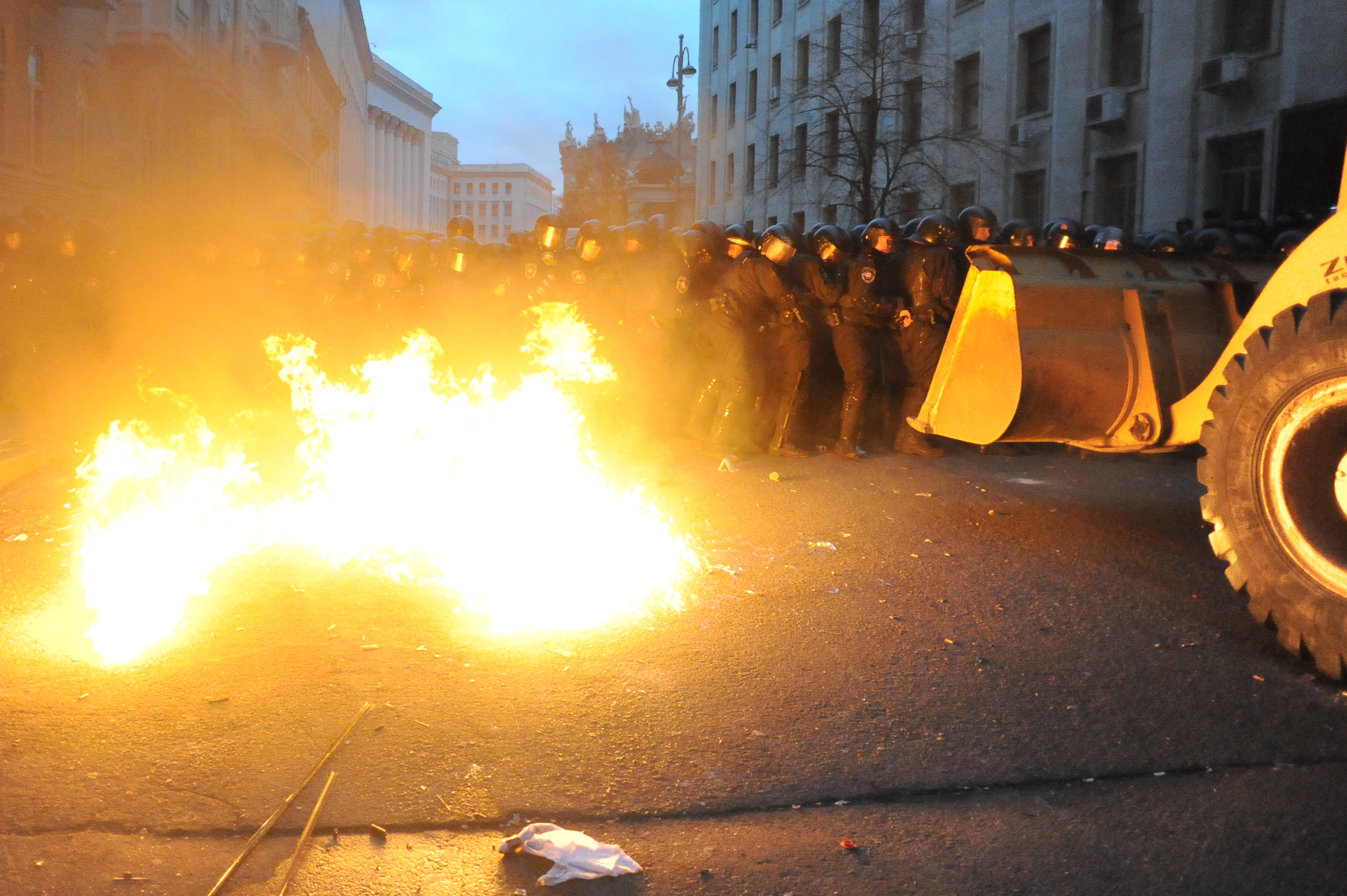
Автопогрузчик под управлением Дмитрия Корчинского идёт на ВВ МВД. Киев, ул. Банковая, 1 декабря 2013 года.

На видео и фотоматериалах он запечатлён на ковшовом колёсном автопогрузчике «LongGong CDM833» перед столкновениями с «Беркутом» у комплекса зданий президентской Администрации. Многими украинскими СМИ упоминался как возможный организатор провокаций украинских властей против органов правопорядка и Евромайдана в декабре 2013 года с целью обвинения митингующих в нападении на сотрудников МВД и погромах.
5 декабря 2013 года киевской прокуратурой вынесено подозрение о том, что он причастен к организации беспорядков 1 декабря 2013 года. Корчинский был объявлен в международный розыск. После этого он бежал в Приднестровье и скрывался на территории других европейских государств. 5 февраля 2014 года он прибыл в Израиль, где был сразу задержан местной полицией. Вскоре Корчинского сняли с международного розыска и отпустили, поскольку он подпадает под закон «Об устранении негативных последствий и недопущении преследования и наказания лиц по поводу событий, имевших место во время проведения мирных собраний», однако судебное производство по возбуждённому против него делу до сих пор не закрыто.
Во время аннексии Крыма и в преддверии проведения референдума о статусе Крыма Верховный Совет Автономной Республики Крым 11 марта 2014 года запретил деятельность «Братства» Дмитрия Корчинского и других националистических организаций на территории республики. По мнению Верховного Совета Крыма, их деятельность угрожает жизни и безопасности жителей Крыма.

## Война на востоке Украины
Во время войны принял в ней участие вместе с другими представителями организации «Братство» в составе батальона «Шахтёрск» (расформированного за мародёрство) и, позже, в качестве гранатомётчика в основанном им батальоне «Святая Мария». Батальон был расформирован в ноябре 2024 года за преступления против мирных граждан и мародёрство.

## Преследование в РФ
Книга «Война в толпе» (издательство «Амадей», Киев, 1999 год) решением Мещанского районного суда г. Москвы от 14.03.2013 признана экстремистской и находится в списке Минюста под № 2089.
14 марта 2014 года Главным следственным управлением Следственного комитета Российской Федерации по Северо-Кавказскому федеральному округу возбуждено уголовное дело в отношении граждан Украины, состоявших в УНА-УНСО, среди которых Дмитрий Корчинский. Он подозревается в участии в банде, принимавшей участие в боевых действиях на стороне чеченских сепаратистов против сил РФ в период 1994—1995 годов (ч.ч. 1, 2 ст. 209 УК РФ (создание устойчивой вооружённой группы (банды) в целях нападения на граждан, руководство такой группой (бандой) и участие в совершаемых ею нападениях).
15 марта 2014 года прокуратура АР Крым начала уголовное производство в отношении Дмитрия Корчинского. Поводом стали материалы, распространяемые группировкой «Братство», которые содержат пропаганду войны и обращения с призывами уничтожать людей и имущество в Крыму.
21 марта 2014 года Главным следственным управлением Следственного комитета Российской Федерации возбуждено уголовное дело по признакам преступлений, предусмотренных ч. 2 ст. 354 УК РФ (публичные призывы к развязыванию агрессивной войны с использованием средств массовой информации), ч. 2 ст. 205.2 УК РФ (публичные призывы к осуществлению террористической деятельности с использованием средств массовой информации).
Решением Верховного суда Российской Федерации от 17 ноября 2014 года партия «Братство», возглавляемая Дмитрием Корчинским, признана экстремистской, а её деятельность на территории Российской Федерации запрещена.
28 ноября 2015 года Интерпол задержал Дмитрия Корчинского по делу, инициированному Россией.
1 ноября 2018 года был включён в список украинских физических лиц, против которых российским правительством введены санкции.

## Скандалы
В декабре 2017 года владелец телеканала NewsOne Евгений Мураев заявил, что Дмитрий Корчинский по заданию Администрации президента Украины причастен к нападению и блокированию телеканала из-за его позиции по освещению событий, связанных с президентом Порошенко.

## Награды
- Наградное оружие — пистолет «Форт-21.02» (16 сентября 2014)[24].

## Семья
Отец — Александр Анатольевич (р. 1939) — научный сотрудник Института технической теплофизики НАН Украины. Мать — Людмила Васильевна (р. 1939) — инженер, на пенсии.
Жена — Оксана Корчинская (р. 1970) — народный депутат Верховной рады Украины VIII созыва от Радикальной партии Олега Ляшко.
Сын — Данило (р. 1990). В августе 2014 года был ранен в боях под Иловайском.